# Гути (Словаччина)
Гути (словац. Huty) — село, громада округу Ліптовський Мікулаш, Жилінський край, регіон Ліптов. Кадастрова площа громади — 11,57 км².
Населення 163 особи (станом на 31 грудня 2018 року). Поруч протікає річка Квачянка.

## Історія
Гути згадуються 1545 року.

## Населення
| Рік:            | 1994. | 2004.   | 2014.    | 2024.    |
| --------------- | ----- | ------- | -------- | -------- |
| Кількість осіб: | 223   | 229     | 177      | 142      |
| Різниця:        |       | +2,69 % | -22,70 % | -19,77 % |

| Рік:            | 2023. | 2024.   |
| --------------- | ----- | ------- |
| Кількість осіб: | 144   | 142     |
| Різниця:        |       | -1,38 % |